# Nicolas Peifer
Nicolas Peifer (ur. 13 października 1990 w Strasburgu) – francuski tenisista niepełnosprawny, lider rankingu deblowego, zwycięzca ośmiu turniejów wielkoszlemowych w grze podwójnej, trzykrotny triumfator mistrzostw na zakończenie sezonu w grze podwójnej (2016, 2018, 2019), finalista tej imprezy w grze pojedynczej (2014). Dwukrotny mistrz paraolimpijski w grze podwójnej (Rio de Janeiro 2016, Tokio 2020), srebrny medalista paraolimpijski w grze podwójnej (Londyn 2012). W karierze Peifer zwyciężył w 53 turniejach singlowych i 105 deblowych.

## Historia występów
Legenda
     W, wygrany turniej
     F, przegrana w finale
     SFW, wygrana w meczu o trzecie miejsce
     SF, przegrana w półfinale, SFP, przegrana w meczu o trzecie miejsce
     QF, przegrana w ćwierćfinale
     xR przegrana w x rundzie
     LQ, przegrana w kwalifikacjach
     RR, przegrana w fazie grupowej
     A, brak startu
     NH, impreza nie odbyła się

### Występy w Wielkim Szlemie

#### Gra pojedyncza
| Wielkoszlemowe turnieje w singlu na wózkach |                |                |                |                |                |                |                |                |    |    |    |    |    |    |    |
| Australian Open                             | 2R             | A              | A              | QF             | F              | A              | A              | QF             | QF | F  | SF | A  | QF | QF | A  |
| French Open                                 | QF             | SF             | SF             | F              | A              | A              | QF             | SF             | QF | SF | QF | QF | QF | QF | 1R |
| Wimbledon                                   | Nie rozgrywano | Nie rozgrywano | Nie rozgrywano | Nie rozgrywano | Nie rozgrywano | Nie rozgrywano | Nie rozgrywano | Nie rozgrywano | QF | QF | QF | QF | NH | QF | QF |
| US Open                                     | NH             | QF             | F              | QF             | NH             | A              | SF             | SF             | NH | QF | SF | SF | QF | QF | SF |

#### Gra podwójna
| Wielkoszlemowe turnieje w deblu na wózkach |    |    |    |   |    |   |    |    |    |    |    |    |    |    |    |
| Australian Open                            | QF | A  | A  | F | F  | A | A  | SF | W  | SF | W  | A  | F  | F  | A  |
| French Open                                | SF | SF | SF | W | A  | A | F  | F  | SF | W  | W  | F  | SF | F  | SF |
| Wimbledon                                  | F  | A  | SF | A | SF | A | A  | W  | F  | F  | SF | SF | NH | SF | SF |
| US Open                                    | NH | SF | F  | W | NH | A | SF | F  | NH | F  | F  | A  | F  | SF | W  |

### Turnieje Masters oraz igrzyska paraolimpijskie
| Turniej                  | 2007 | 2008 | 2009           | 2010           | 2011           | 2012 | 2013           | 2014           | 2015           | 2016 | 2017           | 2018           | 2019           | 2020           | 2021 | 2022 |
| ------------------------ | ---- | ---- | -------------- | -------------- | -------------- | ---- | -------------- | -------------- | -------------- | ---- | -------------- | -------------- | -------------- | -------------- | ---- | ---- |
| Turnieje Masters         |      |      |                |                |                |      |                |                |                |      |                |                |                |                |      |      |
| singel                   | A    | RR   | RR             | RR             | RR             | A    | RR             | F              | SF             | RR   | RR             | RR             | RR             | NH             | RR   |      |
| debel                    | RR   | RR   | SF             | RR             | SF             | RR   | F              | SF             | SF             | W    | F              | W              | W              | NH             | F    |      |
| Igrzyska paraolimpijskie |      |      |                |                |                |      |                |                |                |      |                |                |                |                |      |      |
| singel                   | NH   | 3R   | Nie rozgrywano | Nie rozgrywano | Nie rozgrywano | 3R   | Nie rozgrywano | Nie rozgrywano | Nie rozgrywano | 3R   | Nie rozgrywano | Nie rozgrywano | Nie rozgrywano | Nie rozgrywano | QF   | NH   |
| debel                    | NH   | 2R   | Nie rozgrywano | Nie rozgrywano | Nie rozgrywano | F    | Nie rozgrywano | Nie rozgrywano | Nie rozgrywano | W    | Nie rozgrywano | Nie rozgrywano | Nie rozgrywano | Nie rozgrywano | W    | NH   |